# Gainia
Gainia, monotipski rod crvenih algi smješten u vlastitu porodicu Gainiaceae, dio reda Gigartinales
Jedina vrsta morska alga G. mollis kod otočja Henkes na Antarktiku.